# Reprezentacja Zatoki Perskiej w rugby union mężczyzn
Reprezentacja Zatoki Perskiej w rugby union mężczyzn – była działającą w latach 1993-2010 wspólną drużyną zrzeszonych w Radzie Współpracy Zatoki Perskiej arabskich państw (Arabii Saudyjskiej, Bahrajnu, Kataru, Kuwejtu, Omanu i Zjednoczonych Emiratów Arabskich). Za jej funkcjonowanie odpowiedzialny był AGRFU.

## Historia
Złożona z ekspatriantów reprezentacja regionu zagrała swój debiutancki mecz 3 lipca 1993 r. w ramach eliminacji do Pucharu Świata 1995.
Uczestniczyła w inauguracyjnych rozgrywkach Asian Five Nations w 2008, gdzie przegrawszy wszystkie cztery mecze spadła z najwyższej klasy rozgrywek. Powróciła do azjatyckiej elity w 2010 roku, po wygraniu turnieju I Dywizji Asian Five Nations 2009.
W ciągu siedemnastu lat istnienia drużyna rozegrała łącznie czterdzieści jeden oficjalnych pojedynków – ostatnim z nich była wygrana 14 maja 2010 roku nad Koreą Południową w turnieju Asian Five Nations 2010.
Zgodnie z decyzją IRB reprezentacja Zatoki Perskiej i zarządzająca nią AGRFU zostały rozwiązane z końcem 2010 roku. W ich miejsce miały powstać narodowe związki i reprezentacje zrzeszonych w nich państw. Dotychczas powstały i aktywnie uczestniczą w turniejach międzynarodowych jedynie reprezentacje Kataru i ZEA.
Reprezentacja Zatoki Perskiej w chwili rozwiązania zajmowała 38. miejsce w rankingu IRB.

## Turnieje

### Udział wAsian Five Nations
| Rok  | Klasa rozgrywek | Wynik | Źródło |
| ---- | --------------- | ----- | ------ |
| 2008 | Top 5           | 5.    |        |
| 2009 | Dywizja I       | 1.    |        |
| 2010 | Top 5           | 2.    |        |

### Udział w Pucharze Świata
| Rok  | Kwalifikacje            | Wynik |
| ---- | ----------------------- | ----- |
| 1987 | Nie brała udziału       | -     |
| 1991 | Nie brała udziału       | -     |
| 1995 | Nie zakwalifikowała się | -     |
| 1999 | Nie zakwalifikowała się | -     |
| 2003 | Nie zakwalifikowała się | -     |
| 2007 | Nie zakwalifikowała się | -     |
| 2011 | Nie zakwalifikowała się | -     |